# Championnat du Guatemala de football 1983
Navigation
Saison précédente Saison suivante
La Liga Nacional 1983 est la trente-deuxième édition de la première division guatémaltèque.
Lors de ce tournoi, le CSD Comunicaciones a tenté de conserver son titre de champion du Guatemala face aux onze meilleurs clubs guatémaltèques.
Chacun des douze clubs participant était confronté deux fois aux onze autres équipes.
Seulement deux places étaient qualificatives pour la Coupe des champions de la CONCACAF et pour la Coupe de la Fraternité.

## Les 12 clubs participants
| \| Guatemala: Aurora FC CSD Comunicaciones CSD Municipal Antigua GFC Guatemala Cobán Imperial Finanzas Industriales CSD Galcasa Izabal JC CD Jalapa /0 Juventud Retalteca Dep. Suchitepéquez Xelaju MC \| Localisation des clubs engagés dans le championnat. |
| Guatemala: Aurora FC CSD Comunicaciones CSD Municipal Antigua GFC Guatemala Cobán Imperial Finanzas Industriales CSD Galcasa Izabal JC CD Jalapa /0 Juventud Retalteca Dep. Suchitepéquez Xelaju MC                                                           |

Ce tableau présente les douze équipes qualifiées pour disputer le championnat 1983. On y trouve le nom des clubs, le nom des stades dans lesquels ils évoluent ainsi que la capacité et la localisation de ces derniers.
| Club                    | Stade                            | Capacité          | Ville             |
| Antigua GFC             | Stade Pensativo                  | 10 000            | Antigua Guatemala |
| Aurora FC               | Stade de l'Ejército              | 13 300            | Guatemala City    |
| Cobán Imperial          | Stade Verapaz                    | 15 000            | Cobán             |
| CSD Comunicaciones      | Stade Mateo Flores               | 30 000            | Guatemala City    |
| Finanzas Industriales   | Stade Municipal Amatitlan        | 12 000            | Amatitlán         |
| CSD Galcasa             | Stade inconnu                    | Capacité inconnue | Villa Nueva       |
| Izabal JC (en)          | Stade Roy Fearon                 | 8 000             | Puerto Barrios    |
| CD Jalapa               | Stade Las Flores                 | 15 000            | Jalapa            |
| CSD Municipal           | Stade Mateo Flores               | 30 000            | Guatemala City    |
| Juventud Retalteca      | Stade Óscar Monterroso Izaguirre | 8 000             | Retalhuleu        |
| Deportivo Suchitepéquez | Stade Carlos Salazar Hijo        | 12 000            | Mazatenango       |
| Xelaju MC               | Stade Mario Camposeco            | 11 000            | Quetzaltenango    |

## Compétition
Les douze équipes affrontent à deux reprises les onze autres équipes selon un calendrier tiré aléatoirement.
Le classement est établi sur l'ancien barème de points (victoire à 2 points, match nul à 1, défaite à 0).
Le départage final se fait selon les critères suivants :
- Le nombre de points.
- La différence de buts générale.
- Le nombre de buts marqué.

### Classement
| Rang | Équipe                  | Pts | J  | G  | N  | P  | Bp | Bc | Diff |
| ---- | ----------------------- | --- | -- | -- | -- | -- | -- | -- | ---- |
| 1    | Deportivo Suchitepéquez | 36  | 22 | 16 | 4  | 2  | 44 | 12 | +32  |
| 2    | CSD Comunicaciones T    | 31  | 22 | 10 | 11 | 1  | 31 | 14 | +17  |
| 3    | Finanzas Industriales   | 26  | 22 | 10 | 6  | 6  | 38 | 37 | +1   |
| 4    | Cobán Imperial          | 24  | 22 | 7  | 10 | 5  | 34 | 27 | +7   |
| 5    | CD Jalapa               | 22  | 22 | 8  | 6  | 8  | 32 | 27 | +5   |
| 6    | Aurora FC               | 21  | 22 | 7  | 7  | 8  | 23 | 24 | -1   |
| 7    | CSD Galcasa             | 20  | 22 | 5  | 10 | 7  | 25 | 32 | -7   |
| 8    | Izabal JC (en) P        | 19  | 22 | 6  | 7  | 9  | 17 | 24 | -7   |
| 9    | CSD Municipal           | 19  | 22 | 5  | 9  | 8  | 27 | 37 | -10  |
| 10   | Xelaju MC               | 18  | 22 | 4  | 10 | 8  | 23 | 33 | -10  |
| 11   | Juventud Retalteca      | 16  | 22 | 4  | 8  | 10 | 24 | 28 | -4   |
| 12   | Antigua GFC             | 12  | 22 | 3  | 6  | 13 | 15 | 38 | -23  |

| Légende : Qualifications et relégations | Légende : Qualifications et relégations                                                                                 |
| --------------------------------------- | --- |
|                                         | Coupe des champions de la CONCACAF 1984 (1er Tour de qualification) Coupe de la Fraternité 1984 (ru) (Phase de groupes) |
|                                         | Coupe de la Fraternité 1984 (ru) (Phase de groupes)                                                                     |
|                                         | Relégué en Primera División de Guatemala                                                                                |
|                                         | T Tenant du titre P Promu de la saison 1982                                                                             |

## Bilan du tournoi
| Championnat du Guatemala de football 1983                |                         |
| Champion                                                 | Deportivo Suchitepéquez |
| Dauphin                                                  | CSD Comunicaciones      |
| Coupes et trophées                                       |                         |
| Vainqueur Copa Verano                                    | CSD Comunicaciones      |
| Qualifications continentales                             |                         |
| Coupe des champions 1984 (Premier tour de qualification) | Deportivo Suchitepéquez |
| Coupe des champions 1984 (Premier tour de qualification) | CSD Comunicaciones      |
| Coupe de la fraternité 1984 (ru) (Phase de groupes)      | Deportivo Suchitepéquez |
| Coupe de la fraternité 1984 (ru) (Phase de groupes)      | CSD Comunicaciones      |
| Coupe de la fraternité 1984 (ru) (Phase de groupes)      | Aurora FC               |
| Promotions et relégations                                |                         |
| Promus en Liga Nacional de Guatemala                     | Tipografía Nacional     |
| Relégués en Primera División de Guatemala                | Antigua GFC             |